# Christa Krammer
Christa Krammer (ur. 22 czerwca 1944 w Deutschkreutz) – austriacka polityk i nauczycielka akademicka, parlamentarzystka, w latach 1994–1997 minister.

## Życiorys
W 1962 zdała egzamin maturalny w szkole handlowej w Eisenstadt, następnie studiowała nauki polityczne na Uniwersytecie Wiedeńskim (uzyskując doktorat w 1972). Początkowo pracowała w sektorze bankowym. Później była wykładowczynią w Bundeshandelsakademie und Bundeshandelsschule Oberpullendorf. W połowie lat 80. objęła stanowisko dyrektora tej placówki.
Zaangażowała się w działalność polityczną w ramach Socjaldemokratycznej Partii Austrii. Od 1986 do 1987 zasiadała w Radzie Federalnej. W latach 1987–1994 wchodziła w skład regionalnego rządu Burgenlandu. Od marca 1994 do stycznia 1997 sprawowała urząd ministra zdrowia i ochrony konsumentów w rządach Franza Vranitzkiego (do grudnia 1994 odpowiadała także za sport). Była posłanką do Rady Narodowej XIX i XX kadencji, wykonując mandat w okresach od listopada do grudnia 1994, od stycznia do marca 1996 i od lutego 1997 do grudnia 1998. W 1999 powołana w skład Volksanwaltschaft, funkcję jednego z trzech austriackich ombudsmanów pełniła do 2001.
Odznaczona Wielką Złotą Odznaką Honorową za Zasługi dla Republiki Austrii.